# Lithidium
Lithidium is een geslacht van rechtvleugeligen uit de familie Lithidiidae. De wetenschappelijke naam van dit geslacht is voor het eerst geldig gepubliceerd in 1925 door Uvarov.

## Soorten
Het geslacht Lithidium omvat de volgende soorten:
- Lithidium bushmanicum Dirsh, 1956
- Lithidium desertorum Brown, 1962
- Lithidium punctifrons Brown, 1962
- Lithidium pusillum Uvarov, 1925
- Lithidium rubripes Uvarov, 1929